# Berger de Mousny
Pour les articles homonymes, voir Berger (homonymie) et Mousny.

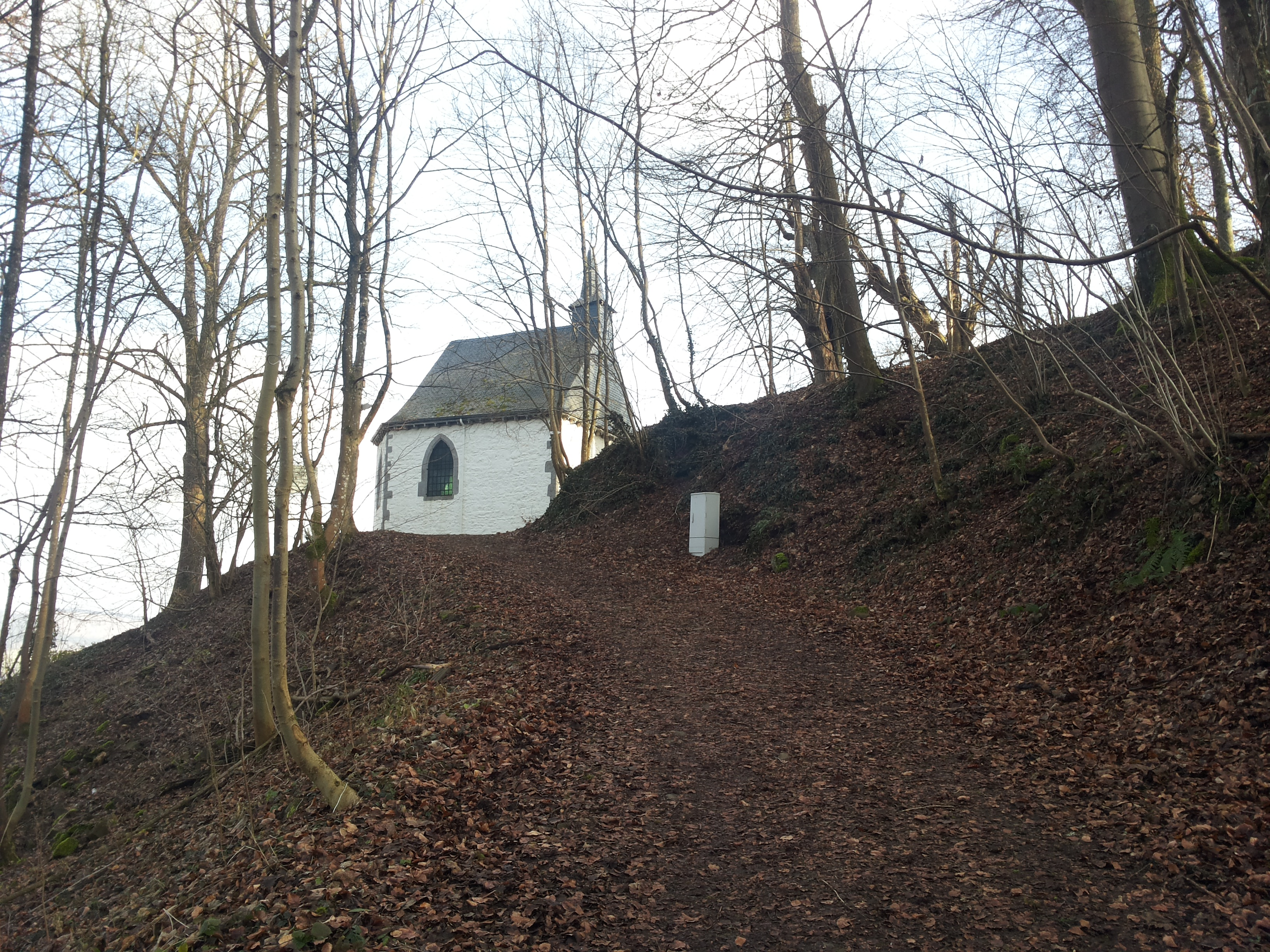
La chapelle Saint-Thibaut, de nos jours.

Le Berger de Mousny est un personnage de légende ardennaise attaché aux villages de Mousny, Ortho et Marcourt, en Belgique. Le poète Georges Rodenbach écrit Les Cailloux de Mousny à partir de cette légende et l'inclut dans le recueil Le Foyer et les Champs en 1877. La promenade no 2 « Mont de Mousny » du syndicat d'initiative d'Ortho traite de cette légende.

## Résumé
Le berger de Mousny est un homme aigri maîtrisant la sorcellerie, dont le caractère acariâtre et violent est l'origine du départ de sa femme et sa fille. Lorsqu'il était herdier, il transformait les moutons en taupinières pour les protéger des soudards qui les volaient, les tuaient et les mangeaient. À la suite de diverses plaintes l'accusant de malmener ses animaux, il perd son engagement et devient berger pour un fermier. Celui-ci craignait en effet l'ensorceleur qui emmène le troupeau sur les maigres plaines parsemées de bruyères surplombant l'Ourthe et Ortho pendant qu'il s’allonge sous un tilleul. Étonné par leur bonne forme, un homme questionne le berger qui lui répond de toucher sa houlette. C'est alors que plusieurs petits hommes rouges dotés de marteaux tapent le museau des moutons désirant s'éloigner sur d'autres pâtures.
Assis sous le tilleul, le berger se voit demander de l'eau par un pèlerin assoiffé et hagard lors d'un été particulièrement ardent. Il le chasse par deux fois et lui répond de faire sa demande à Saint-Thibaut car il se rend à la chapelle Saint-Thibaut à Marcourt. Le berger finit par lui lancer une pierre qui rebondit sur le pèlerin et touche le berger en retour qui se transforme en pierre. Son troupeau se pétrifie aussi instantanément. Le pèlerin, qui était Jésus déguisé, se rend alors à Saint-Thibaut. Appelés « Les Cailloux de Mousny », les blocs minéraux de couleur blanche encore présents dans les bruyères sont les formes pétrifiées du berger ainsi que de ses moutons.